# Francesco Armellini de' Medici
 Francesco Armellini Pantalassi de' Medici  (13 de julho de 1470, em Perugia, Umbria – 8 de janeiro de 1528) foi um cardeal da Igreja Católica Romana. Fez parte da Cúria Romana.
Foi feito a cardeal em 6 de julho de 1517 pelo Papa Leão X para o titulus de São Calisto. Este foi o seu quinto consistório. Ele foi bispo de Gerace e Oppido em 1517, e arcebispo de Taranto em 1525. Foi também bispo de Gallipoli.
O historiador Paolo Giovio escreveu que as extorsões e a ganância que o cardeal mostrou na gestão das finanças papais como Camerlengo a partir de 1521 desempenhou um grande papel em causar o saque de Roma de 1527, por ter alienado a população romana 